# Rhodoferax fermentans
Rhodoferax fermentans es una bacteria grampositiva perteneciente al género Rhodoferax. Descrita en 1992, se trata de la especie tipo. Anteriormente nombrada como grupo Rhodocyclus gelatinosus. Su etimología hace referencia a la fermentación. Se ha aislado de agua dulce. Se describe como una bacteria móvil por flagelo polar. Contiene bacterioclorofila a y carotenoides.